# یواس‌سی‌جی‌سی سیکامور (دبلیوال‌بی-۲۰۹)
یواس‌سی‌جی‌سی سیکامور (دبلیوال‌بی-۲۰۹) (به انگلیسی: USCGC Sycamore (WLB-209)) یک کشتی است که طول آن ۲۲۵ فوت (۶۹ متر) می‌باشد. این کشتی در سال ۲۰۰۱ ساخته شد.